# Euproctis marojejya
Euproctis marojejya är en fjärilsart som beskrevs av Griveaud 1973. Euproctis marojejya ingår i släktet Euproctis och familjen tofsspinnare. Inga underarter finns listade i Catalogue of Life.